# Omolabus canaliculatus
Omolabus canaliculatus là một loài bọ cánh cứng trong họ Attelabidae. Loài này được Olivier miêu tả khoa học năm 1807.